# コンスタンチノフカ市電
コンスタンチノフカ市電（ウクライナ語: Костянтинівський трамвай、ロシア語: Константиновский трамвай）は、かつてウクライナの都市・コンスタンチノフカに存在した路面電車。ソビエト連邦時代の1931年から営業運転を開始し、長年に渡りコンスタンチノフカの重要な交通機関として活躍したが、モータリーゼーションに加え内戦の影響により2016年をもって運行を停止し復旧することなく廃止された。

## 概要・歴史
ウクライナの都市であるコンスタンチノフカに路面電車が開通したのはソビエト連邦（ソ連）時代の1931年8月23日、同都市が工業都市として急速な発展を遂げていた頃であった。最初に開通したのはコンスタンチノフカ駅からレーニン通りを経由する全長1.8 kmの路線で、車両はモスクワ市電から譲渡された2軸車のKhが用いられた。
開通直後から路線は急速に拡張し、開通の同年の10月および11月には最初の系統である「1号線」の延伸が実施された他、翌1932年にはクリボイトレット川を挟んだ対岸にも第2の路線となる「2号線」が開通した。当初2号線は孤立した路線であったが、同年のうちにクリボイトレット川を渡る橋梁が敷設され、両路線の接続が図られた。
第二次世界大戦（大祖国戦争）中、コンスタンチノフカは一時ドイツ軍によって占領される事態となり、先頭による破壊が相次いだ市電についてもドイツ軍によって復旧が行われ、1942年以降順次運行が再開された。その後、翌1943年にコンスタンチノフカはソ連軍により解放されたものの撤退時にドイツ軍は同都市の主要施設を破壊しており、市電も例外ではなく再度運休を余儀なくされた。これらの路線がソ連により完全に復旧されたのは終戦後、1940年代末期の事だった。
その後、1950年代以降は都市の発展に合わせてコンスタンチノフカ市電の路線網の拡大が行われ、近隣地域や主要工場を結ぶ区間が建設され続け、1980年代には4つの系統が運行していた。ソ連崩壊後も路線の拡張が続き、1990年代初頭に南部の高架線を有する5号線が開通したことで市電の路線網は最大規模となり、営業キロは51 kmに達した。車両についても、戦後は2軸車（KTM-1、KTM-2）が1950年代から1960年代にかけて継続的に導入され、それまでの戦前製車両を置き換えた後、1976年から1977年にかけてはボギー車のKTM-5の投入が実施され、以降は2軸車に代わる主力車両として長期に渡り使用された。
だが、2000年代以降はモータリーゼーションの進展により路線網は急速に縮小し、2013年には北部に存在した高架橋の老朽化による一部区間の撤去により、1系統のみの運行となった。更にこの系統もウクライナ東部紛争による破壊行為により幾度となく運休を余儀なくされ、2016年12月には2 kmにも渡って架線が盗まれるという事態が起き、電車の運行は完全に停止した。しかし、市電を運営していた公営組織のコンスタンチノフスカヤ路面電車管理（Константиновское трамвайное управление）には架線や路線を復旧するための財力は残されておらず、2018年をもって事実上の破産が宣告されたことで、コンスタンチノフカ市電は復旧されることなく廃止された。

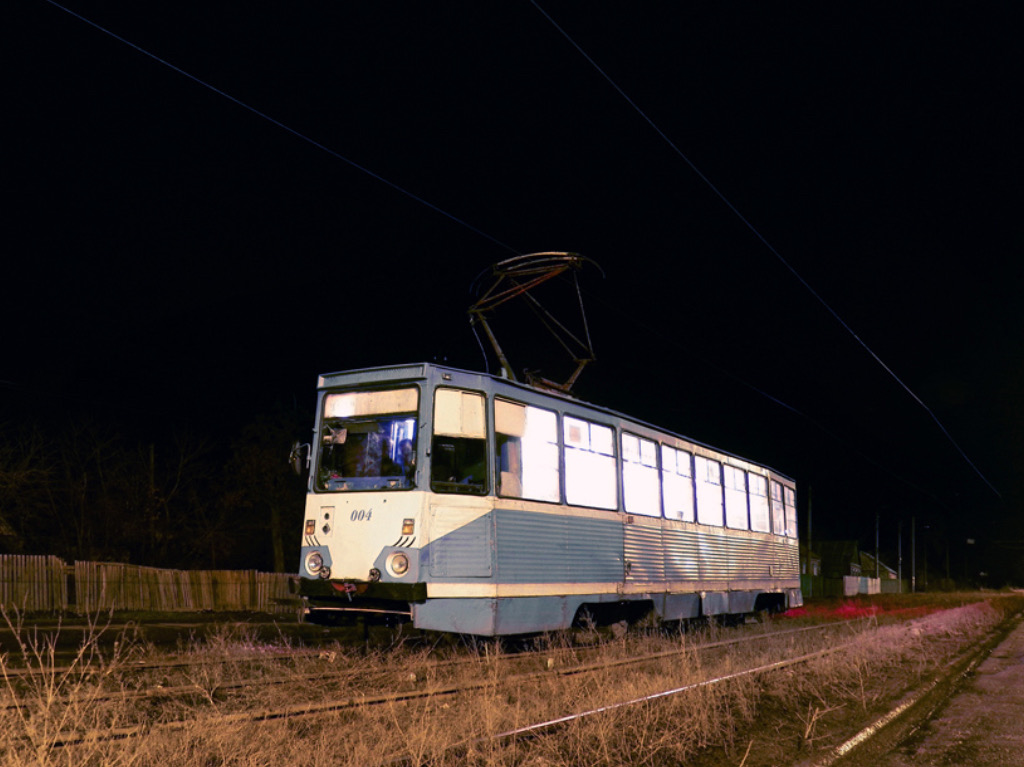
末期の主力車両・KTM-5（2015年撮影）